# یودایادب
یودایادب (به لاتین: Udayadeb) یک عوارض جغرافیایی در نپال است که در Baitadi District واقع شده‌است.

## خصوصیات
یودایادب ۳٬۵۴۷ نفر جمعیت دارد.